# Huaina
Huaina is een geslacht van halfvleugeligen uit de familie schuimcicaden (Cercopidae). De wetenschappelijke naam van dit geslacht is voor het eerst geldig gepubliceerd in 1979 door Fennah.

## Soorten
Het geslacht Huaina  is monotypisch en omvat slechts de volgende soort:
- Huaina inca (Guérin-Méneville, 1844)